# Biện pháp bảo đảm
Biện pháp bảo đảm (Security interest) là quyền hợp pháp của chủ nợ đối với con nợ để thực hiện các biện pháp trong việc xử lý tài sản của con nợ đã thế chấp để bảo đảm thực hiện nghĩa vụ trả nợ (thường được gọi là tài sản thế chấp/Tài sản đảm bảo)) cho phép chủ nợ có quyền truy đòi tài sản nếu con nợ khi vi phạm nghĩa vụ trong việc thanh toán hoặc thực hiện các nghĩa vụ được bảo đảm. Một trong những ví dụ phổ biến nhất về biện pháp bảo đảm là thế chấp, ví dụ như một người vay tiền ngân hàng để mua một căn nhà và họ thế chấp căn nhà đó để nếu họ không trả được khoản vay, ngân hàng có thể bán căn nhà và sử dụng số tiền thu được để cấn trừ vào khoản nợ. hoặc trong chứng khoán là hoạt động giao dịch ký quỹ. Mặc dù hầu hết các biện pháp bảo đảm được tạo ra theo thỏa thuận giữa các bên (thông qua hình thức hợp đồng, thỏa thuật thế chấp tài sản), nhưng cũng có thể phát sinh biện pháp bảo đảm thông qua các quy định pháp luật.

## Đại cương
Hầu hết các biện pháp bảo đảm được người sở hữu tài sản trao cho chủ nợ để đảm bảo khoản nợ của chính họ. Nhưng một người cũng có thể dùng tài sản của mình để thế chấp, bảo đảm cho khoản nợ của người khác (thường được gọi là bảo đảm của bên thứ ba) hay còn gọi là bảo lãnh bằng tài sản của bên thứ ba, bảo đảm bằng tài sản của bên thứ ba được công nhận rộng rãi trong các nền pháp luật tiên tiến như Anh, Pháp hay Úc. Biện pháp bảo đảm là những cách thức, giải pháp nhằm hỗ trợ, khẳng định, bảo đảm cho việc thực hiện nghĩa vụ trong hợp đồng, thỏa thuận một cách chắc chắn. Biện pháp bảo đảm đi liền, không tách rời với nghĩa vụ chính trong hợp đồng, giao dịch chính. Trường hợp bên có nghĩa vụ không thực hiện, thực hiện không đúng, không đẩy đủ các nghĩa vụ đã cam kết, thì bên có quyền có thể áp dụng biện pháp bảo đảm đã thỏa thuận hoặc đề nghị cơ quan nhà nước có thẩm quyền áp dụng để buộc bên có nghĩa vụ phải thực hiện đúng nghĩa vụ đã cam kết nhằm bảo đảm quyền lợi cho mình.
Nghĩa vụ có thể được bảo đảm một phần hoặc toàn bộ theo thỏa thuận hoặc theo quy định của pháp luật, nếu không có thỏa thuận và pháp luật không quy định phạm vi bảo đảm thì nghĩa vụ coi như được bảo đảm toàn bộ, kể cả nghĩa vụ trả lãi, tiền phạt và bồi thường thiệt hại. Trường hợp bảo đảm nghĩa vụ trong tương lai thì nghĩa vụ được hình thành trong thời hạn bảo đảm là nghĩa vụ được bảo đảm, trừ trường hợp có thỏa thuận khác. Một tài sản có thể được dùng để bảo đảm thực hiện nhiều nghĩa vụ, nếu có giá trị tại thời điểm xác lập giao dịch bảo đảm lớn hơn tổng giá trị các nghĩa vụ được bảo đảm, trừ trường hợp có thỏa thuận khác hoặc pháp luật có quy định khác. Bộ luật Dân sự năm 2015 của Việt Nam có quy định 9 biện pháp bảo đảm thực hiện nghĩa vụ dân sự tại Điều 292 bao gồm: cầm cố tài sản, thế chấp tài sản, đặt cọc, ký cược, ký quỹ, bảo lưu quyền sở hữu, tín chấp và cầm giữ tài sản. Bên bảo đảm bao gồm bên cầm cố, bên thế chấp, bên đặt cọc, bên ký cược, bên ký quỹ, bên mua trong hợp đồng mua bán tài sản có bảo lưu quyền sở hữu, bên bảo lãnh, trong trường hợp tín chấp, bên có nghĩa vụ trong hợp đồng song vụ đối với biện pháp cầm giữ.